# Arno Mentzel-Reuters
Arno Mentzel-Reuters (né le 19 novembre 1959 à Setterich près d'Aix-la-Chapelle) est un érudit allemand et spécialiste du livre.

## Carrière
Mentzel-Reuters étudie au lycée Dalton d'Alsdorf. Après avoir obtenu son diplôme d'études secondaires, il étudie l'allemand, la philosophie et l'histoire à l'Université RWTH d'Aix-la-Chapelle et à l'Université technique de Berlin. À la TU Berlin en 1988, il reçoit son doctorat. Après une formation au service supérieur de la bibliothèque, il se consacre au catalogage de manuscrits à Aix-la-Chapelle et Tübingen à partir de 1988 . Il dirige la bibliothèque depuis 1994 et les archives de la Monumenta Germaniae Historica (MGH) depuis 2004.
En 1999, il obtient une habilitation en sciences du livre à l'Université Friedrich-Alexander d'Erlangen. En 2005, il est réhabilité dans le domaine de la langue allemande et de la littérature du Moyen Âge à l'Université d'Augsbourg. Elle le nomme professeur.
De 2004 à 2010, il dirige le projet de numérisation de toutes les éditions du MGH, financé par la Fondation allemande pour la recherche. Au nom de la Commission historique pour la recherche d'État de Prusse-Orientale et Occidentale, lui et Jürgen Sarnowsky (de) publient les Beihefte zum preußischen Urkundenbuch.

## Adhésions
- Membre de la Commission historique internationale de recherche sur l'ordre teutonique (2004)
- Membre du conseil d'administration de la Commission historique pour la recherche d'État de Prusse-Orientale et Occidentale, de 2010 à 2019 président
- Membre ordinaire du Centre munichois des sciences de l'édition[6]